# Болтик
Бо́лтик (швед. IF Boltic) — шведский клуб по хоккею с мячом. В течение продолжительного времени был одной из лучших команд мира.

## История команды
«Болтик» был основан в 1946 году в Карлстаде. Первоначально в клубе были также секции гандбола и футбола. Название для клуба было выбрано под влиянием британского футбола, в результате соединения начала от «Болтона» и окончания от «Селтика».
В начале и середине 1980-х годов «Болтик» доминирует в национальном первенстве, выиграв звание чемпиона восемь раз между 1979 и 1988 годами, за исключением сезонов 1986 и 1987 годов, когда он уступил в финале «Ветланде» и «Мутале», соответственно. После этого команда смогла стать чемпионом только в 1995 году. Также «Болтик» неоднократно становился победителем Кубка мира и Кубка европейских чемпионов.
Кроме мужской команды, в «Болтике» есть и женская, которая шесть раз выигрывала чемпионат Швеции.

## Достижения

### Мужчины
- Чемпион Швеции: 9

- 1978/79, 1979/80, 1980/81, 1981/82, 1982/83, 1983/84, 1984/85, 1987/88, 1994/95

- Вице-чемпион Швеции: 4

- 1985/86, 1986/87, 1991/92, 1992/93

- Обладатель Кубка мира: 6

- 1980, 1981, 1985, 1986, 1995, 1996

- Финалист Кубка мира: 1

- 1982

- Обладатель Кубка европейских чемпионов: 6

- 1979, 1981, 1982, 1984, 1985, 1995

- Финалист Кубка европейских чемпионов: 2

- 1980, 1983

### Женщины
- Чемпион Швеции: 6

- 1981/82, 1983/84, 1984/85, 1985/86, 1986/87, 1988/89

- Вице-чемпион Швеции: 3

- 1982/83, 1987/88, 1989/90